# Chud Rab Kaek
《Chud Rab Kaek》(빌리브)는 미국의 헤비 메탈 밴드 통차이 맥인따이의 12번째 정규 음반이다. 2002년 11월 5일에 GMM 그램미에서 발매되었으며, 이 음반의 선행 싱글로 〈Faen Ja〉가,〈Ma Thammai〉가 있다.

## 수록곡
| # | 제목 | 재생 시간 |
| - | ---- | --------- |